# 科斯塔马斯纳加
科斯塔马斯纳加（義大利語：Costa Masnaga），是意大利莱科省的一个市镇。总面积5平方公里，人口4770人，人口密度954.0人/平方公里（2009年）。国家统计（ISTAT）代码为097026。
科斯塔马斯纳加与布尔恰戈、加尔巴尼亚泰莫纳斯泰罗、兰布鲁戈、梅罗内、莫尔泰诺、尼比翁诺和罗杰诺接壤。